# 武家役
武家役（ぶけやく）とは、鎌倉幕府・室町幕府が賦課した課税の総称である。

## 概要
大きな分類として2つの方法がある。まず1つは賦課の主体によるもので、朝廷が幕府に対して命じられた公役を御家人・守護・地頭などに転嫁するものと、幕府そのものの運営維持のために幕府が独自に賦課したものという考えである。もう1つは賦課の対象によるもので、幕府と御恩と奉公の関係にある御家人・守護・地頭らがその義務の一環として負担を行ったものとそうした関係の一般の人々や寺社・荘園などが段銭や棟別銭などの形式で負担を命じられる一国平均役の要素を持ったものである。

## 鎌倉幕府の武家役
鎌倉幕府による武家役は関東公事と呼ばれ、御家人に対して大田文に記載された所領内の公田の広さに応じて賦課された。これらは大きく分けて将軍や政所などの幕府機関の運営費や諸行事や施設造営の費用と朝廷から命じられた内裏や寺社の造営や鴨川などの堤防工事などがあった。その他に大番役・軍役など軍事力をもって直接奉仕を行う武家役も存在した。元寇以後、こうした負担が過重となり、なおかつ農民への負担の転嫁が激しい抵抗を招き、鎌倉幕府体制を動揺させる一因となった。

## 室町幕府の武家役
室町幕府の武家役は主に守護大名と京都の市民に対して課された。守護大名に対する武家役は守護出銭と呼ばれ、普通は国内に一国平均役として段銭や棟別銭などの形式で徴収され、守護大名はこれを利用して領国支配の浸透に努めた。一方、朝廷が持っていた京都の市民に対する賦課権を接収することに成功した室町幕府は地口銭・酒屋役・土倉役・馬上役などを課して多額の収入を得たほか、臨時的収入として勘合貿易による収益があり、後に五山などの禅寺に対する保護と見返りとした献金や分一銭なども収入に加えた。鎌倉幕府における関東御分国に当たるような土地を持てなかった室町幕府にとってこれらの収入は大きな役割を果たした。